# Upazila du Bangladesh

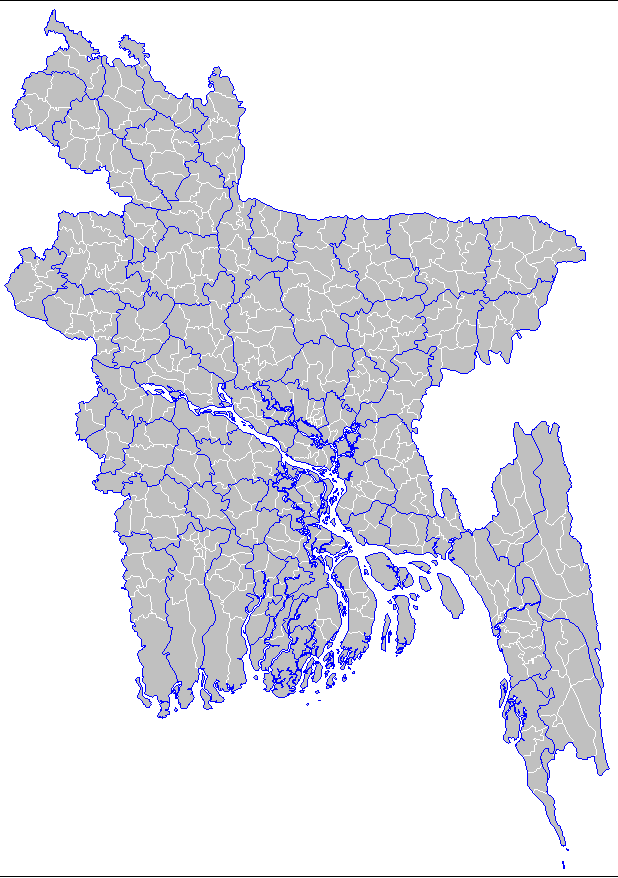
Carte du Bangladesh présentant son découpage en districts (lignes bleues) et upazila (lignes blanches).

L'upazila est une subdivision administrative du Bangladesh. Les upazilas forment le 3e niveau de division territoriale du pays, après les divisions et les districts.

## Caractéristiques
Le terme bengali pour « upazila » est উপজেলা, upôjela.
Administrativement, le Bangladesh est subdivisé en huit divisions, regroupant 64 districts, eux-mêmes subdivisés en upazilas/thanas. Ceux-ci sont également divisés en parishads (conseils) d'union (en). En 2013, le pays compterait 500 upazilas et 509 thanas. Ce système de dévolution est introduit par l'ancien dirigeant Hossain Mohammad Ershad, afin de consolider les gouvernements locaux. L'ordonnance de 1982 est amendée un an plus tard, redécoupant les thanas en upazilas.

## Administration
Chaque conseil d'upazila possède un président, un vice-président et une vice-présidente, élus par élection directe. Chaque upazila comporte un Upazila Nirbahi Officer (en), un assistant secrétaire du service civil, agissant comme officier exécutif.
Les premières élections ont eu lieu le 22 janvier 2010.

## Liste des upazilas
| Rajshahi   | | | |
| Jaipurhat  | 1. Akkelpur 2. Joypurhat Sadar 3. Kalai 4. Khetlal 5. Panchbibi                                                                                             | 1. Akkelpur 2. Joypurhat Sadar 3. Kalai 4. Khetlal 5. Panchbibi | |
| Bogra      | 1. Adamdighi 2. Bogra Sadar 3. Dhunat 4. Dhupchanchia 5. Gabtali 6. Kahaloo 7. Nandigram 8. Sariakandi 9. Shajahanpur 10. Sherpur 11. Shibganj 12. Sonatola | 1. Adamdighi 2. Bogra Sadar 3. Dhunat 4. Dhupchanchia 5. Gabtali 6. Kahaloo 7. Nandigram 8. Sariakandi 9. Shajahanpur 10. Sherpur 11. Shibganj 12. Sonatola                                                                         | |
| Naogaon    | 1. Atrai 2. Badalgachhi 3. Manda 4. Dhamoirhat 5. Mohadevpur 6. Naogaon Sadar 7. Niamatpur 8. Patnitala 9. Porsha 10. Raninagar 11. Sapahar                 | 1. Atrai 2. Badalgachhi 3. Manda 4. Dhamoirhat 5. Mohadevpur 6. Naogaon Sadar 7. Niamatpur 8. Patnitala 9. Porsha 10. Raninagar 11. Sapahar                                                                                         | |
| Natore     | 1. Bagatipara 2. Baraigram 3. Gurudaspur 4. Lalpur 5. Natore Sadar 6. Singra 7. Naldanga                                                                    | 1. Bagatipara 2. Baraigram 3. Gurudaspur 4. Lalpur 5. Natore Sadar 6. Singra 7. Naldanga | |
| Nawabganj  | 1. Bholahat 2. Gomastapur 3. Nachole 4. Nawabganj Sadar 5. Shibganj                                                                                         | 1. Bholahat 2. Gomastapur 3. Nachole 4. Nawabganj Sadar 5. Shibganj | |
| Pabna      | 1. Ataikula 2. Atgharia 3. Bera 4. Bhangura 5. Chatmohar 6. Faridpur 7. Ishwardi 8. Pabna Sadar 9. Santhia 10. Sujanagar                                    | 1. Ataikula 2. Atgharia 3. Bera 4. Bhangura 5. Chatmohar 6. Faridpur 7. Ishwardi 8. Pabna Sadar 9. Santhia 10. Sujanagar | |
| Sirajganj  | 1. Belkuchi 2. Chauhali 3. Kamarkhanda 4. Kazipur 5. Raiganj 6. Shahzadpur 7. Sirajganj Sadar 8. Tarash 9. Ullahpara                                        | 1. Belkuchi 2. Chauhali 3. Kamarkhanda 4. Kazipur 5. Raiganj 6. Shahzadpur 7. Sirajganj Sadar 8. Tarash 9. Ullahpara | |
| Rajshahi   | 1. Bagha 2. Bagmara 3. Charghat 4. Durgapur 5. Godagari 6. Mohanpur 7. Paba 8. Puthia 9. Tanore                                                             | 1. Bagha 2. Bagmara 3. Charghat 4. Durgapur 5. Godagari 6. Mohanpur 7. Paba 8. Puthia 9. Tanore | |
| Rangpur    | Dinajpur | 1. Birampur 2. Birganj 3. Biral 4. Bochaganj 5. Chirirbandar 6. Phulbari 7. Ghoraghat 8. Hakimpur 9. Kaharole 10. Khansama 11. Dinajpur Sadar 12. Nawabganj 13. Parbatipur                                                          | 1. Birampur 2. Birganj 3. Biral 4. Bochaganj 5. Chirirbandar 6. Phulbari 7. Ghoraghat 8. Hakimpur 9. Kaharole 10. Khansama 11. Dinajpur Sadar 12. Nawabganj 13. Parbatipur                                                          |
| Rangpur    | Gaibandha | 1. Phulchhari 2. Gaibandha Sadar 3. Gobindaganj 4. Palashbari 5. Sadullapur 6. Sughatta 7. Sundarganj | 1. Phulchhari 2. Gaibandha Sadar 3. Gobindaganj 4. Palashbari 5. Sadullapur 6. Sughatta 7. Sundarganj |
| Rangpur    | Kurigram | 1. Bhurungamari 2. Char Rajibpur 3. Chilmari 4. Phulbari 5. Kurigram Sadar 6. Nageshwari 7. Rajarhat 8. Raomari 9. Ulipur | 1. Bhurungamari 2. Char Rajibpur 3. Chilmari 4. Phulbari 5. Kurigram Sadar 6. Nageshwari 7. Rajarhat 8. Raomari 9. Ulipur |
| Rangpur    | Lalmonirhat | 1. Aditmari 2. Hatibandha 3. Kaliganj 4. Lalmonirhat Sadar 5. Patgram | 1. Aditmari 2. Hatibandha 3. Kaliganj 4. Lalmonirhat Sadar 5. Patgram |
| Rangpur    | Nilphamari | 1. Dimla 2. Domar 3. Jaldhaka 4. Kishoreganj 5. Nilphamari Sadar 6. Saidpur | 1. Dimla 2. Domar 3. Jaldhaka 4. Kishoreganj 5. Nilphamari Sadar 6. Saidpur |
| Rangpur    | Panchagarh | 1. Atwari 2. Boda 3. Debiganj 4. Panchagarh Sadar 5. Tetulia | 1. Atwari 2. Boda 3. Debiganj 4. Panchagarh Sadar 5. Tetulia |
| Rangpur    | Rangpur | 1. Badarganj 2. Gangachhara 3. Kaunia 4. Rangpur Sadar 5. Mithapukur 6. Pirgachha 7. Pirganj 8. Taraganj | 1. Badarganj 2. Gangachhara 3. Kaunia 4. Rangpur Sadar 5. Mithapukur 6. Pirgachha 7. Pirganj 8. Taraganj |
| Rangpur    | Thakurgaon | 1. Baliadangi 2. Haripur 3. Pirganj 4. Ranisankail 5. Thakurgaon Sadar | 1. Baliadangi 2. Haripur 3. Pirganj 4. Ranisankail 5. Thakurgaon Sadar |
| Mymensingh | Netrokona | 1. Atpara 2. Barhatta 3. Durgapur 4. Khaliajuri 5. Kalmakanda 6. Kendua 7. Madan 8. Mohanganj 9. Netrokona Sadar 10. Purbadhala | 1. Atpara 2. Barhatta 3. Durgapur 4. Khaliajuri 5. Kalmakanda 6. Kendua 7. Madan 8. Mohanganj 9. Netrokona Sadar 10. Purbadhala |
| Mymensingh | Sherpur | 1. Jhenaigati 2. Nakla 3. Nalitabari 4. Sherpur Sadar 5. Sreebardi | 1. Jhenaigati 2. Nakla 3. Nalitabari 4. Sherpur Sadar 5. Sreebardi |
| Mymensingh | Jamalpur | 1. Baksiganj 2. Dewanganj 3. Islampur 4. Jamalpur Sadar 5. Madarganj 6. Melandaha 7. Sarishabari | 1. Baksiganj 2. Dewanganj 3. Islampur 4. Jamalpur Sadar 5. Madarganj 6. Melandaha 7. Sarishabari |
| Mymensingh | Mymensingh | 1. Bhaluka 2. Dhobaura 3. Fulbaria 4. Gaffargaon 5. Gauripur 6. Haluaghat 7. Ishwarganj 8. Mymensingh Sadar 9. Muktagachha 10. Nandail 11. Phulpur 12. Trishal 13. Tara Khanda                                                      | 1. Bhaluka 2. Dhobaura 3. Fulbaria 4. Gaffargaon 5. Gauripur 6. Haluaghat 7. Ishwarganj 8. Mymensingh Sadar 9. Muktagachha 10. Nandail 11. Phulpur 12. Trishal 13. Tara Khanda                                                      |
| Barisal    | Barguna | 1. Amtali 2. Bamna 3. Barguna Sadar 4. Betagi 5. Patharghata 6. Taltoli | 1. Amtali 2. Bamna 3. Barguna Sadar 4. Betagi 5. Patharghata 6. Taltoli |
| Barisal    | Barisal | 1. Agailjhara 2. Babuganj 3. Bakerganj 4. Banaripara 5. Gaurnadi 6. Hizla 7. Barisal Sadar 8. Mehendiganj 9. Muladi 10. Wazirpur | 1. Agailjhara 2. Babuganj 3. Bakerganj 4. Banaripara 5. Gaurnadi 6. Hizla 7. Barisal Sadar 8. Mehendiganj 9. Muladi 10. Wazirpur |
| Barisal    | Bhola | 1. Bhola Sadar 2. Burhanuddin 3. Charfasson 4. Daulatkhan 5. Lalmohan 6. Manpura 7. Tazumuddin | 1. Bhola Sadar 2. Burhanuddin 3. Charfasson 4. Daulatkhan 5. Lalmohan 6. Manpura 7. Tazumuddin |
| Barisal    | Jhalakati | 1. Jhalokati Sadar 2. Kathalia 3. Nalchity 4. Rajapur | 1. Jhalokati Sadar 2. Kathalia 3. Nalchity 4. Rajapur |
| Barisal    | Patuakhali | 1. Bauphal 2. Dashmina 3. Galachipa 4. Kalapara 5. Mirzaganj 6. Patuakhali Sadar 7. Rangabali 8. Dumki | 1. Bauphal 2. Dashmina 3. Galachipa 4. Kalapara 5. Mirzaganj 6. Patuakhali Sadar 7. Rangabali 8. Dumki |
| Barisal    | Pirojpur | 1. Bhandaria 2. Kawkhali 3. Mathbaria 4. Nazirpur 5. Pirojpur Sadar 6. Nesarabad 7. Zianagor | 1. Bhandaria 2. Kawkhali 3. Mathbaria 4. Nazirpur 5. Pirojpur Sadar 6. Nesarabad 7. Zianagor |
| Chattogram | Bandarban | 1. Ali Kadam 2. Bandarban Sadar 3. Lama 4. Naikhongchhari 5. Rowangchhari 6. Ruma 7. Thanchi | 1. Ali Kadam 2. Bandarban Sadar 3. Lama 4. Naikhongchhari 5. Rowangchhari 6. Ruma 7. Thanchi |
| Chattogram | Brahmanbaria | 1. Akhaura 2. Bancharampur 3. Brahmanbaria Sadar 4. Kasba 5. Nabinagar 6. Nasirnagar 7. Sarail 8. Ashuganj 9. Bijoynagar | 1. Akhaura 2. Bancharampur 3. Brahmanbaria Sadar 4. Kasba 5. Nabinagar 6. Nasirnagar 7. Sarail 8. Ashuganj 9. Bijoynagar |
| Chattogram | Chandpur | 1. Chandpur Sadar 2. Faridganj 3. Haimchar 4. Haziganj 5. Kachua 6. Matlab Dakshin 7. Matlab Uttar 8. Shahrasti | 1. Chandpur Sadar 2. Faridganj 3. Haimchar 4. Haziganj 5. Kachua 6. Matlab Dakshin 7. Matlab Uttar 8. Shahrasti |
| Chattogram | Chittagong | 1. Anwara 2. Banshkhali 3. Boalkhali 4. Chandanaish 5. Fatikchhari 6. Hathazari 7. Lohagara 8. Mirsharai 9. Patiya 10. Rangunia 11. Raozan 12. Sandwip 13. Satkania 14. Sitakunda                                                   | 1. Anwara 2. Banshkhali 3. Boalkhali 4. Chandanaish 5. Fatikchhari 6. Hathazari 7. Lohagara 8. Mirsharai 9. Patiya 10. Rangunia 11. Raozan 12. Sandwip 13. Satkania 14. Sitakunda                                                   |
| Chattogram | Cumilla | 1. Barura 2. Brahmanpara 3. Burichang 4. Chandina 5. Chauddagram 6. Daudkandi 7. Debidwar 8. Homna 9. Laksham 10. Muradnagar 11. Nangalkot 12. Comilla Adarsha Sadar 13. Meghna 14. Titas 15. Monohargonj 16. Comilla Sadar Dakshin | 1. Barura 2. Brahmanpara 3. Burichang 4. Chandina 5. Chauddagram 6. Daudkandi 7. Debidwar 8. Homna 9. Laksham 10. Muradnagar 11. Nangalkot 12. Comilla Adarsha Sadar 13. Meghna 14. Titas 15. Monohargonj 16. Comilla Sadar Dakshin |
| Chattogram | Cox's Bazar | 1. Chakaria 2. Cox's Bazar Sadar 3. Kutubdia 4. Maheshkhali 5. Ramu 6. Teknaf 7. Ukhia 8. Pekua | 1. Chakaria 2. Cox's Bazar Sadar 3. Kutubdia 4. Maheshkhali 5. Ramu 6. Teknaf 7. Ukhia 8. Pekua |
| Chattogram | Feni | 1. Chhagalnaiya 2. Daganbhuiyan 3. Feni Sadar 4. Parshuram 5. Sonagazi 6. Fulgazi | 1. Chhagalnaiya 2. Daganbhuiyan 3. Feni Sadar 4. Parshuram 5. Sonagazi 6. Fulgazi |
| Chattogram | Khagrachari | 1. Dighinala 2. Khagrachari 3. Lakshmichhari 4. Mahalchhari 5. Manikchhari 6. Matiranga 7. Panchhari 8. Ramgarh | 1. Dighinala 2. Khagrachari 3. Lakshmichhari 4. Mahalchhari 5. Manikchhari 6. Matiranga 7. Panchhari 8. Ramgarh |
| Chattogram | Lakshmipur | 1. Lakshmipur Sadar 2. Raipur 3. Ramganj 4. Ramgati 5. Kamalnagar | 1. Lakshmipur Sadar 2. Raipur 3. Ramganj 4. Ramgati 5. Kamalnagar |
| Chattogram | Noakhali | 1. Begumganj 2. Noakhali Sadar 3. Chatkhil 4. Companiganj 5. Hatiya 6. Senbagh 7. Sonaimuri 8. Subarnachar 9. Kabirhat | 1. Begumganj 2. Noakhali Sadar 3. Chatkhil 4. Companiganj 5. Hatiya 6. Senbagh 7. Sonaimuri 8. Subarnachar 9. Kabirhat |
| Chattogram | Rangamati | 1. Bagaichhari 2. Barkal 3. Kawkhali 4. Belaichhari 5. Kaptai 6. Juraichhari 7. Langadu 8. Naniyachar 9. Rajasthali 10. Rangamati Sadar                                                                                             | 1. Bagaichhari 2. Barkal 3. Kawkhali 4. Belaichhari 5. Kaptai 6. Juraichhari 7. Langadu 8. Naniyachar 9. Rajasthali 10. Rangamati Sadar                                                                                             |
| Dhaka      | Dhaka | 1. Dhamrai 2. Dohar 3. Keraniganj 4. Nawabganj 5. Sabhar | 1. Dhamrai 2. Dohar 3. Keraniganj 4. Nawabganj 5. Sabhar |
| Dhaka      | Gazipur | 1. Gazipur Sadar 2. Kaliakair 3. Kaliganj 4. Kapasia 5. Sreepur | 1. Gazipur Sadar 2. Kaliakair 3. Kaliganj 4. Kapasia 5. Sreepur |
| Dhaka      | Gopalganj | 1. Gopalganj Sadar 2. Kashiani 3. Kotalipara 4. Muksudpur 5. Tungipara | 1. Gopalganj Sadar 2. Kashiani 3. Kotalipara 4. Muksudpur 5. Tungipara |
| Dhaka      | Kishoreganj | 1. Astagram 2. Bajitpur 3. Bhairab 4. Hossainpur 5. Itna 6. Karimganj 7. Katiadi 8. Kishoreganj Sadar 9. Kuliarchar 10. Mithamain 11. Nikli 12. Pakundia 13. Tarail                                                                 | 1. Astagram 2. Bajitpur 3. Bhairab 4. Hossainpur 5. Itna 6. Karimganj 7. Katiadi 8. Kishoreganj Sadar 9. Kuliarchar 10. Mithamain 11. Nikli 12. Pakundia 13. Tarail                                                                 |
| Dhaka      | Madaripur | 1. Rajoir 2. Madaripur Sadar 3. Kalkini 4. Shibchar | 1. Rajoir 2. Madaripur Sadar 3. Kalkini 4. Shibchar |
| Dhaka      | Manikganj | 1. Daulatpur 2. Ghior 3. Harirampur 4. Manikgonj Sadar 5. Saturia 6. Shivalaya 7. Singair | 1. Daulatpur 2. Ghior 3. Harirampur 4. Manikgonj Sadar 5. Saturia 6. Shivalaya 7. Singair |
| Dhaka      | Munshiganj | 1. Gazaria 2. Lohajang 3. Munshiganj Sadar 4. Sirajdikhan 5. Sreenagar 6. Tongibari | 1. Gazaria 2. Lohajang 3. Munshiganj Sadar 4. Sirajdikhan 5. Sreenagar 6. Tongibari |
| Dhaka      | Narayanganj | 1. Araihazar 2. Bandar 3. Narayanganj Sadar 4. Rupganj 5. Sonargaon | 1. Araihazar 2. Bandar 3. Narayanganj Sadar 4. Rupganj 5. Sonargaon |
| Dhaka      | Rajbari | 1. Baliakandi 2. Goalandaghat 3. Pangsha 4. Rajbari Sadar 5. Kalukhali | 1. Baliakandi 2. Goalandaghat 3. Pangsha 4. Rajbari Sadar 5. Kalukhali |
| Dhaka      | Shariatpur | 1. Bhedarganj 2. Damudya 3. Gosairhat 4. Naria 5. Shariatpur Sadar 6. Zajira 7. Shakhipur | 1. Bhedarganj 2. Damudya 3. Gosairhat 4. Naria 5. Shariatpur Sadar 6. Zajira 7. Shakhipur |
| Dhaka      | Faridpur | 1. Alfadanga 2. Bhanga 3. Boalmari 4. Charbhadrasan 5. Faridpur Sadar 6. Madhukhali 7. Nagarkanda 8. Sadarpur 9. Saltha | 1. Alfadanga 2. Bhanga 3. Boalmari 4. Charbhadrasan 5. Faridpur Sadar 6. Madhukhali 7. Nagarkanda 8. Sadarpur 9. Saltha |
| Dhaka      | Tangail | 1. Gopalpur 2. Basail 3. Bhuapur 4. Delduar 5. Ghatail 6. Kalihati 7. Madhupur 8. Mirzapur 9. Nagarpur 10. Sakhipur 11. Dhanbari 12. Tangail Sadar                                                                                  | 1. Gopalpur 2. Basail 3. Bhuapur 4. Delduar 5. Ghatail 6. Kalihati 7. Madhupur 8. Mirzapur 9. Nagarpur 10. Sakhipur 11. Dhanbari 12. Tangail Sadar                                                                                  |
| Dhaka      | Narsingdi | 1. Narsingdi Sadar 2. Belabo 3. Monohardi 4. Palash 5. Raipura 6. Shibpur | 1. Narsingdi Sadar 2. Belabo 3. Monohardi 4. Palash 5. Raipura 6. Shibpur |
| Khulna     | Bagerhat | 1. Bagerhat Sadar 2. Chitalmari 3. Fakirhat 4. Kachua 5. Mollahat 6. Mongla 7. Morrelganj 8. Rampal 9. Sarankhola | 1. Bagerhat Sadar 2. Chitalmari 3. Fakirhat 4. Kachua 5. Mollahat 6. Mongla 7. Morrelganj 8. Rampal 9. Sarankhola |
| Khulna     | Chuadanga | 1. Alamdanga 2. Chuadanga Sadar 3. Damurhuda 4. Jibannagar | 1. Alamdanga 2. Chuadanga Sadar 3. Damurhuda 4. Jibannagar |
| Khulna     | Jessore | 1. Abhaynagar 2. Bagherpara 3. Chaugachha 4. Jhikargachha 5. Keshabpur 6. Jessore Sadar 7. Manirampur 8. Sharsha | 1. Abhaynagar 2. Bagherpara 3. Chaugachha 4. Jhikargachha 5. Keshabpur 6. Jessore Sadar 7. Manirampur 8. Sharsha |
| Khulna     | Jhenaidah | 1. Harinakunda 2. Jhenaidah Sadar 3. Kaliganj 4. Kotchandpur 5. Maheshpur 6. Shailkupa | 1. Harinakunda 2. Jhenaidah Sadar 3. Kaliganj 4. Kotchandpur 5. Maheshpur 6. Shailkupa |
| Khulna     | Khulna | 1. Batiaghata 2. Dacope 3. Dumuria 4. Dighalia 5. Koyra 6. Paikgachha 7. Phultala 8. Rupsha 9. Terokhada | 1. Batiaghata 2. Dacope 3. Dumuria 4. Dighalia 5. Koyra 6. Paikgachha 7. Phultala 8. Rupsha 9. Terokhada |
| Khulna     | Kushtia | 1. Bheramara 2. Daulatpur 3. Khoksa 4. Kumarkhali 5. Kushtia Sadar 6. Mirpur 7. Shekhpara | 1. Bheramara 2. Daulatpur 3. Khoksa 4. Kumarkhali 5. Kushtia Sadar 6. Mirpur 7. Shekhpara |
| Khulna     | Magura | 1. Magura Sadar 2. Mohammadpur 3. Shalikha 4. Sreepur | 1. Magura Sadar 2. Mohammadpur 3. Shalikha 4. Sreepur |
| Khulna     | Meherpur | 1. Gangni 2. Meherpur Sadar 3. Mujibnagar | 1. Gangni 2. Meherpur Sadar 3. Mujibnagar |
| Khulna     | Narail | 1. Kalia 2. Lohagara 3. Narail Sadar | 1. Kalia 2. Lohagara 3. Narail Sadar |
| Khulna     | Satkhira | 1. Assasuni 2. Debhata 3. Kalaroa 4. Kaliganj 5. Satkhira Sadar 6. Shyamnagar 7. Tala | 1. Assasuni 2. Debhata 3. Kalaroa 4. Kaliganj 5. Satkhira Sadar 6. Shyamnagar 7. Tala |
| Sylhet     | Habiganj | 1. Ajmiriganj 2. Bahubal 3. Baniyachong 4. Chunarughat 5. Habiganj Sadar 6. Lakhai 7. Madhabpur 8. Nabiganj | 1. Ajmiriganj 2. Bahubal 3. Baniyachong 4. Chunarughat 5. Habiganj Sadar 6. Lakhai 7. Madhabpur 8. Nabiganj |
| Sylhet     | Maulvi Bazar | 1. Barlekha 2. Kamalganj 3. Kulaura 4. Moulvibazar Sadar 5. Rajnagar 6. Sreemangal 7. Juri | 1. Barlekha 2. Kamalganj 3. Kulaura 4. Moulvibazar Sadar 5. Rajnagar 6. Sreemangal 7. Juri |
| Sylhet     | Sunamganj | 1. Bishwamvarpur 2. Chhatak 3. Derai 4. Dharamapasha 5. Dowarabazar 6. Jagannathpur 7. Jamalganj 8. Sullah 9. Sunamganj Sadar 10. Tahirpur 11. Dakshin Sunamganj                                                                    | 1. Bishwamvarpur 2. Chhatak 3. Derai 4. Dharamapasha 5. Dowarabazar 6. Jagannathpur 7. Jamalganj 8. Sullah 9. Sunamganj Sadar 10. Tahirpur 11. Dakshin Sunamganj                                                                    |
| Sylhet     | Sylhet | 1. Balaganj 2. Beanibazar 3. Bishwanath 4. Companigonj 5. Fenchuganj 6. Golapganj 7. Gowainghat 8. Jaintiapur 9. Kanaighat 10. Sylhet Sadar 11. Zakiganj 12. South Shurma 13. Osmani Nagar                                          | 1. Balaganj 2. Beanibazar 3. Bishwanath 4. Companigonj 5. Fenchuganj 6. Golapganj 7. Gowainghat 8. Jaintiapur 9. Kanaighat 10. Sylhet Sadar 11. Zakiganj 12. South Shurma 13. Osmani Nagar                                          |

Nilphamari